# Prajadhipok

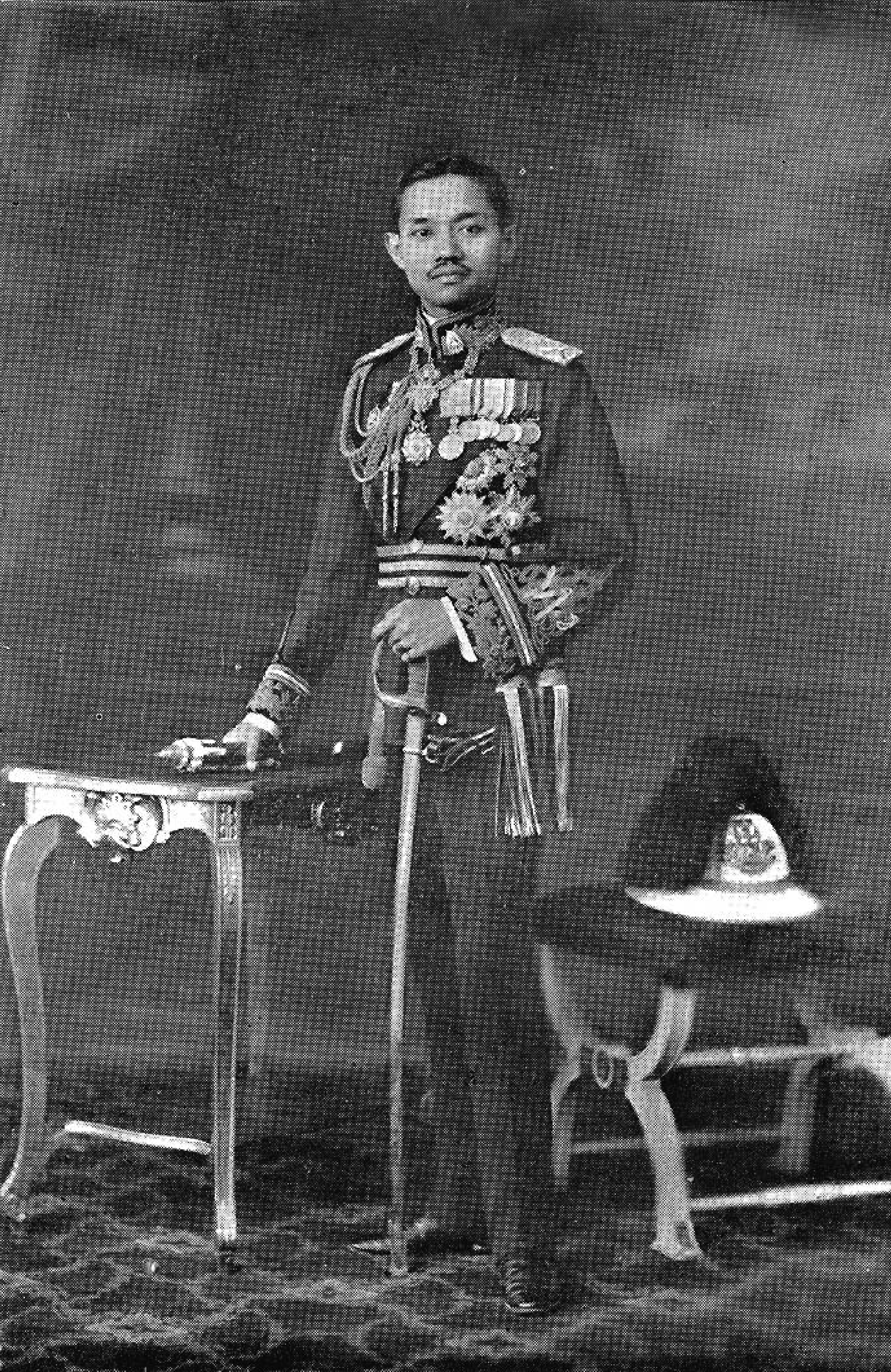
König Prajadhipok (Rama VII.)

Prajadhipok (RTGS: Prachathipok; Aussprache: [pràʔt͡ɕʰaːtʰíʔpòk]; Rama VII.; Thronname: Phra Pok Klao, gesprochen: [pʰráʔ pòk klâw] – Thai: พระบาทสมเด็จพระปกเกล้าเจ้าอยู่หัว; * 8. November 1893 in Bangkok, Thailand; † 30. Mai 1941 in Virginia Water, Surrey, England) war von 1925 bis zu seiner Abdankung 1935 König von Siam. Er war der siebente König aus der Chakri-Dynastie und der letzte absolute Monarch des heutigen Thailands.

## Leben

### Jugend und Ausbildung

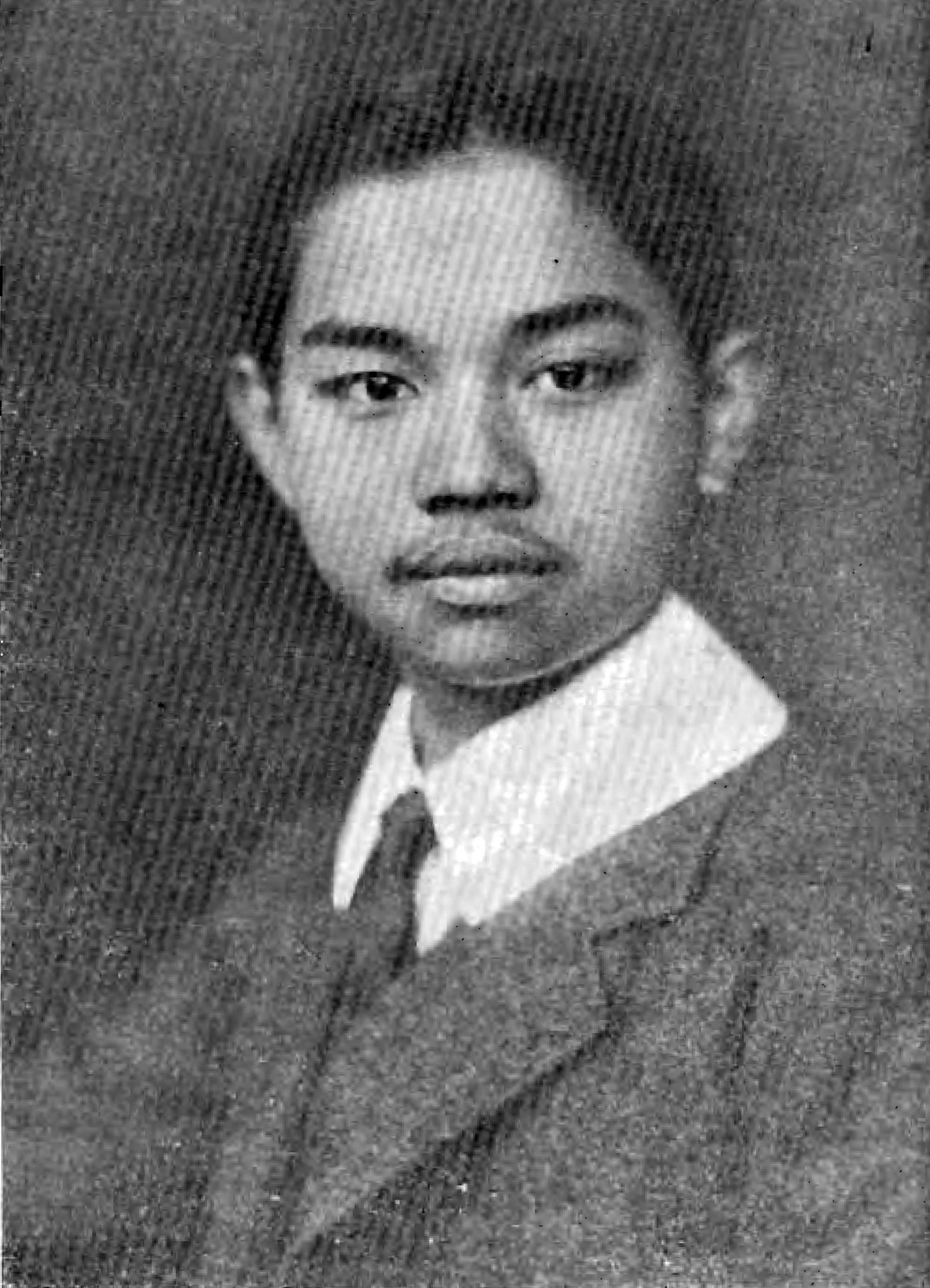
Prinz Prajadhipok als Schüler in Eton

Somdet Chao Fa Prajadhipok Sakdidej (Thai: สมเด็จเจ้าฟ้าประชาธิปกศักดิเดชน์, Aussprache: [sǒmdèt ʨâːwfáː pràʨʰaː tʰípòk sàkdìdèːt], also Prinz Prajadhipok Sakdidej) wurde am 8. November 1893 als sechsundsiebzigstes Kind von König Chulalongkorn (Rama V.) geboren. Er war der jüngste Sohn Chulalongkorns mit seiner Hauptfrau, Königin Saovabha. Prajadhipok besuchte das Eton College und die Royal Military Academy Woolwich in England.
Prinz Prajadhipok ging, gemäß der thailändischen Tradition, für eine dreimonatige Periode (Vassa) ins Kloster. Er heiratete im August 1918 seine Cousine, Prinzessin Rambai Barni Svastivatana, in der Varopad-Piman-Villa des Sommerpalastes Bang Pa In. Von 1921 bis 1924 setzte Prajadhipok, der eine Militärkarriere eingeschlagen hatte, seine Ausbildung an der französischen École supérieure de guerre fort.

### Thronbesteigung

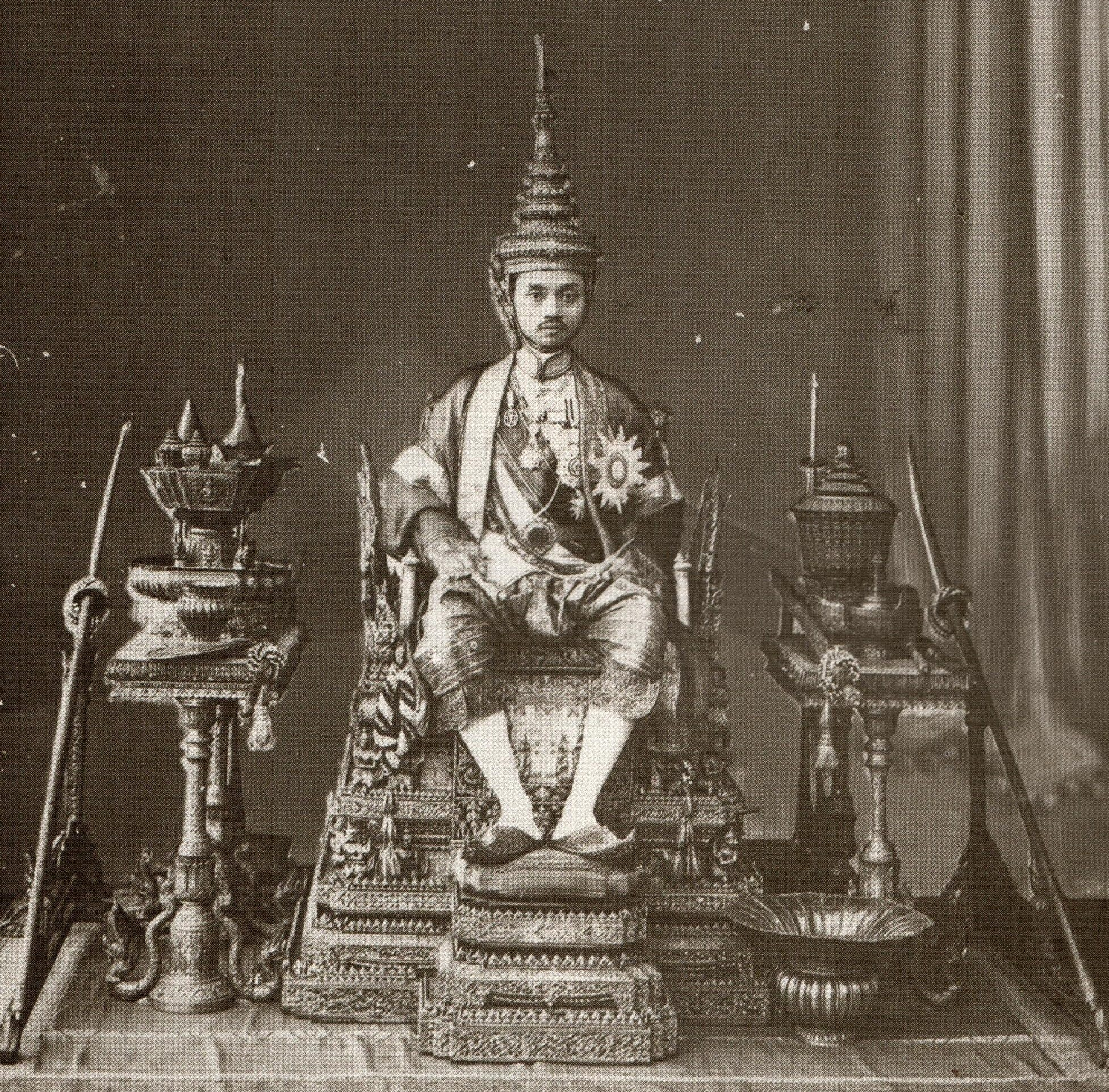
König Rama VII. bei seiner Krönung

Als jüngster Bruder des lange Zeit kinderlosen Königs Vajiravudh (Rama VI.) war Prajadhipok nach dem Palastgesetz über die Erbfolge von 1924 eigentlich der zweite in der Thronfolge (Vajiravudh bekam kurz vor seinem Tod eine Tochter, die jedoch für die Thronfolge nicht in Frage kam). Da der eigentliche Thronerbe, sein älterer Bruder Prinz Asdang Dechavudh (เจ้าฟ้าอัษฎางค์เดชาวุธ), im Februar 1925 – wenige Monate vor dem König – gestorben war, kam Prajadhipok weitgehend unvorbereitet zur Königswürde. Er bezeichnete sich selbst als dark horse („Außenseiter, der plötzlich Bekanntheit erlangt“) und völlig unerfahren in Staatsangelegenheiten. Die Krönung fand am 26. November 1925 statt. Siam war zu dieser Zeit in einer wirtschaftlich schwierigen und infolge des Ersten Weltkriegs unruhigen Phase. Er selbst schätzte ein, dass das Prestige der Monarchie auf einem Tiefpunkt war. Wenige Jahre später wurde das Land auch von den Auswirkungen der Weltwirtschaftskrise getroffen.
Prajadhipok, der von liberalen Ideen beeinflusst war, plante den Übergang Siams zu einer konstitutionellen Monarchie nach britischem Vorbild. Anlässlich des 150. Jubiläums der Chakri-Dynastie auf dem siamesischen Thron 1932 wollte er dem Land eine Verfassung geben. Die im Obersten Staatsrat vertretenen Prinzen, allen voran Prajadhipoks Onkel Damrong Rajanubhab, leisteten jedoch Widerstand gegen diesen Plan und brachten den König von dem ihnen „radikal“ erscheinenden Vorhaben ab. Dem König fehlte es an Durchsetzungsvermögen gegenüber den älteren und erfahreneren Prinzen, die die Exekutivgewalt faktisch untereinander aufteilten. Damit riefen sie allerdings Ärger im aufstrebenden Bürgertum hervor.
Zum 150. Jahrestag der Chakri-Dynastie im April 1932 weihte König Rama VII. die nach seinem Vorfahren und Begründer des Herrschergeschlechts Rama I. benannte Phra Phuttha Yodfa-Brücke über den Mae Nam Chao Phraya (Chao-Phraya-Fluss) ein, die Bangkok und Thonburi miteinander verbindet.

### Staatsstreich und Verfassung

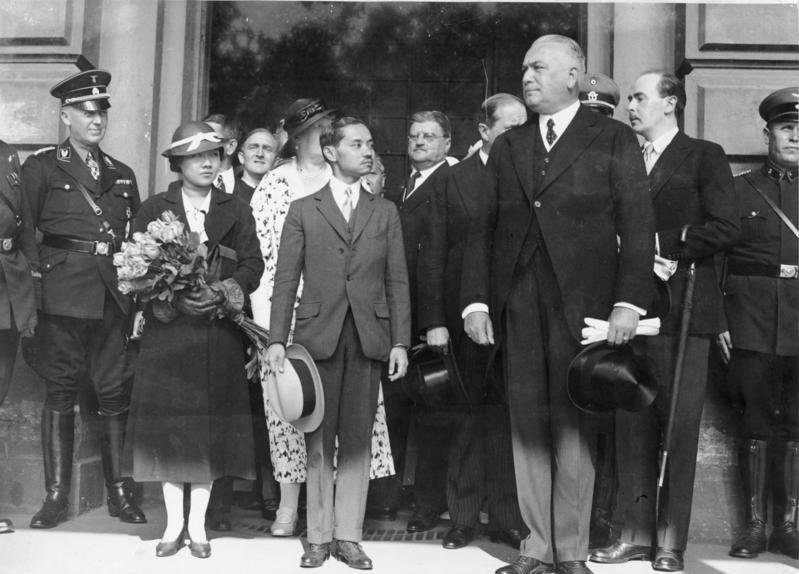
Rama VII. wird zusammen mit seiner Frau 1934 in Berlin durch Reichsaußenminister Konstantin von Neurath empfangen

Die in Europa ausgebildeten neuen bürgerlichen Eliten fanden keine angemessene Arbeit, auch der Hof musste sparen und Arbeitskräfte entlassen. Insgesamt stieg die Unzufriedenheit so sehr, dass am 24. Juni 1932 ein Staatsstreich einer Gruppe von bürgerlichen Offizieren, Staatsbeamten und Intellektuellen, die sich Khana Ratsadon („Volkspartei“) nannte, die absolute Monarchie abschaffte. Dieses Ereignis wird auch „Siamesische Revolution“ genannt. Der König hatte die Wahl, entweder in eine konstitutionelle Monarchie einzuwilligen oder sofort abzudanken. Da er selbst der Einführung einer Verfassung nicht abgeneigt war, wählte Rama VII. den Verbleib auf dem Thron. Am 10. Dezember 1932 unterzeichnete er die von der „Volkspartei“ diktierte Verfassung Thailands.
Prajadhipok bezog keine Stellung für Prinz Boworadet, der im Oktober 1933 mit militärischer Gewalt versuchte, den Machtverlust des Adels rückgängig zu machen. Er erklärte sogar seine Ablehnung der Rebellion, um nicht den Eindruck zu erwecken, eine Rückkehr zum Absolutismus anzustreben. Allerdings weigerte er sich, von seiner Sommerresidenz in Hua Hin in die Hauptstadt zu kommen und sich hinter die Regierung zu stellen. Stattdessen reiste er sogar plötzlich nach Songkhla im äußersten Süden des Reiches, nahe der Grenze zum damals britischen Protektorat Malaya. Das machte die Vertreter der Volkspartei misstrauisch und wurde von ihnen als Flucht des Königs vor seiner Verantwortung ausgelegt. Das Ereignis trug maßgeblich zu dem schlechten Verhältnis zwischen den Regierenden und dem Monarchen und damit letztlich zu seiner Abdankung bei.
Im Januar 1934 legte Prajadhipok aus gesundheitlichen Gründen zunächst vorübergehend die Geschäfte als Staatsoberhaupt nieder und begab sich nach England, um ein Augenleiden behandeln zu lassen. In dieser Zeit ließ er sich von seinem Onkel Prinz Narisara Nuwattiwong vertreten, der die Funktion eines Regenten übernahm.

### Abdankung und Exil

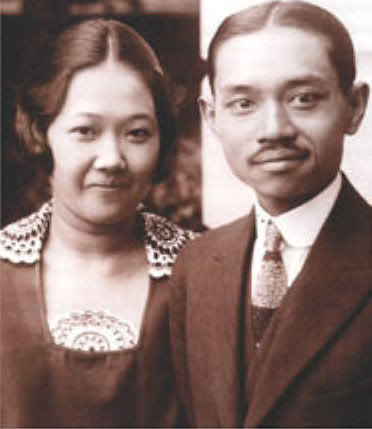
Prajadhipok und Rambai Barni nach der Abdankung im britischen Exil

Am 2. März 1935 dankte der König letztlich doch ab, weil die neue Regierung sich in seinen Augen nicht gemäß demokratischer Grundsätze verhielt und er keine Chance sah, die weitere Entwicklung zu beeinflussen. In seiner Abdankungserklärung schrieb er:

„Ich bin gewillt, die Macht, die mir bislang gehörte, aufzugeben, um sie dem gesamten Volk zu überlassen. Aber ich erlaube nicht, dass meine gesamte Macht einer Person oder einer Gruppe zuteil wird, insbesondere wenn diese die Macht auf absolute Weise gebraucht und nicht auf die wahre Stimme des Volkes hört.“

Da es keine weiteren männlichen Abkömmlinge von Königin Saovabha mehr gab, ging die Thronfolge an die Nachkommen von Chulalongkorns zweiter Frau Savang Vadhana über. Prajadhipoks Nachfolger wurde somit sein Neffe, der erst neun Jahre alte Prinz Ananda Mahidol als König Rama VIII. Dieser lebte jedoch noch in der Schweiz und ging dort zur Schule, sodass Thailand in der Folgezeit faktisch überhaupt keinen König hatte. Prajadhipok nahm den Titel Fürst von Sukhothai an und blieb im selbstgewählten Exil in England.
Nachdem Generalmajor Luang Phibunsongkhram vom nationalistisch-militaristischen Flügel der „Volkspartei“ 1938 Ministerpräsident geworden war, behauptete dieser, eine Verschwörung von Royalisten aufgedeckt zu haben, die angeblich die konstitutionelle Ordnung stürzen und Prajadhipok wieder auf den Thron bringen wollten. Unter diesem Vorwand machte er seinen politischen Gegnern den Prozess. Prajadhipok, als vermeintlicher Hintermann der Rebellion wurde zur persona non grata erklärt. Am 30. Mai 1941 starb er. Er wurde in einer privaten Zeremonie im Golders Green Crematorium im Norden Londons eingeäschert.

## Nachwirkung

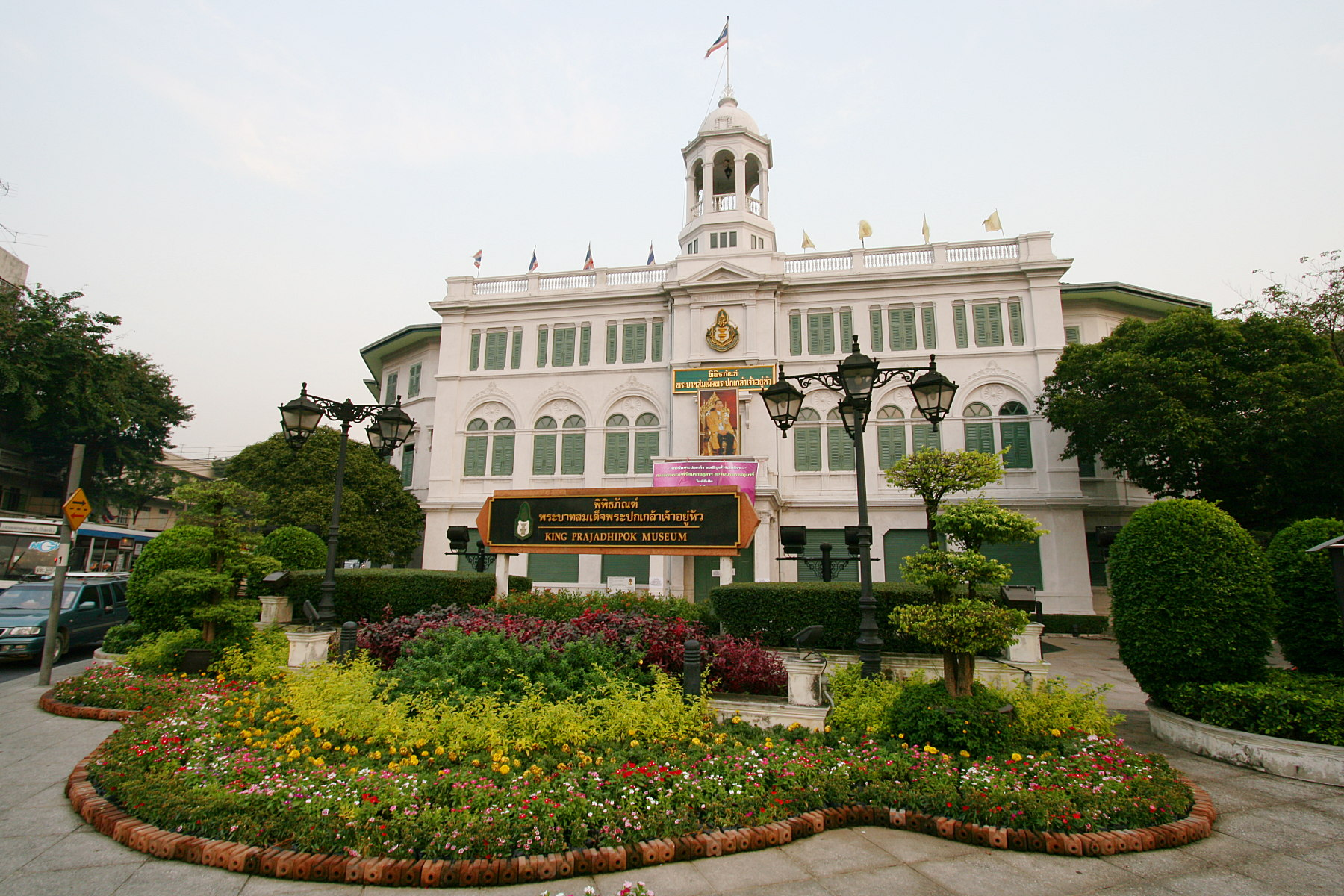
König-Prajadhipok-Museum in Bangkok.

Seine Witwe, Königin Rambai Barni, wurde anschließend zur Spitzenfigur der Seri-Thai-Bewegung, die von England aus (und mit Unterstützung der britischen und amerikanischen Regierung) Widerstand gegen die Regierung Phibunsongkhrams und deren Kollaboration mit den japanischen Streitkräften leistete.
Im Nachhinein wurde Prajadhipok als erster konstitutioneller Monarch Thailands zum Symbol für Demokratie und Verfassungsstaatlichkeit stilisiert. Das nach 1998 gegründete und nach ihm benannte König-Prajadhipok-Institut ist ein staatliches Forschungs- und Ausbildungszentrum für demokratische Politik und Verwaltung. Daneben erinnert das König-Prajadhipok-Museum mit persönlichen Gegenständen, Photographien und Dokumenten an das Leben des Monarchen.